# Фатима Мушић
Фатима Мушић Манојловић (Сарајево, 29. септембар 1931 — Сарајево , 16. јул 2019) била је прва жена пилот у Босни и Херцеговини.
Мушић је после завршетка гимназије постала члан Аероклуба „Сарајево” 1948. године. Обуку за пилота започела у 17. маја 1950. године у Првој класи, а завршила је 11. септембра 1950. године на авиону „Тројка” након 95 летова, од чега 15 самосталних. Њено сведочанство о завршеној обуци је, између осталих, потписао и Драгутин Косовац, који је у то време био председник Аероклуба. Након релативно кратке пилотске каријере, учланила се у Културно-уметничко друштво „Валтер Перић” у оквиру ког је глумила у великом броју представа. Већину свог радног века, радила је у Инвестиционој, а потом у Привредној банци, где је дочекала и пензију. Због Рата у Босни и Херцеговини, 1992. године сели се у Канаду. По завршетку рата, често је посећивала Сарајево. Након смрти супруга 2014. године, сели се у Сједињене Америчке Државе. Сарајевски отворени центар је 2017. године покренуо иницијативу да се међународни аеродром у Тузли назове по Фатими.
Фатима је преминула 16. јула 2019. године у 88. години живота.